# 药物超敏反应综合征
藥物超敏反應症候群（Drug-Induced Hypersensitivity Syndrome），又称藥物疹合併嗜伊紅血症及全身症狀（Drug Rash with Eosinophilia and Systemic Symptoms），是一种严重的药物不良反应。症状可能包括皮疹、发烧、淋巴結腫大、血液异常（嗜伊紅性球過多、非典型淋巴球過多）和器官發炎。通常在服药后的两至三周內发病，症状一般持续数周。并发症包括人類皰疹病毒复发和自體免疫性疾病。
可能导致这种情况的药物包括别嘌醇、抗癲癇藥、磺胺類藥物（又名磺酰胺）和抗生素。有时可能与其他药物有关，但有些情况仍病因不明。危險因子包括遗传。依症状與检驗結果而诊断。它是一种嚴重的皮膚不良反應（SCAR），与史蒂芬斯-強森症候群（SJS）、毒性表皮溶解（TEN）和急性廣泛性發疹性膿皰症（AGEP）同属一类。
建议在針對高風險族群，在使用卡马西平前進行人類白血球抗原筛查。若筛查阳性，则应避免使用卡马西平，以预防疾病發生。治疗包括停用引起症状的药物，并对症治疗。虽然全身性皮質類固醇可用於严重患者，但仍缺乏高品质研究证据支持。虽然大多数人在数周至数月内康复，但死亡率约为 10% 。
DRESS 症候群很罕见，每年大约每十万人中有一人患病。服用抗癲癇藥的族群中，约万分之一的人受到影响。男性和女性的發病率相似。雖然自 20 世纪 40 年代後這個情況就以各種名称出現，但 DRESS 一辭自 1996 年才开始使用。

## 延伸閱讀
- eMedicine 文章 （页面存档备份，存于）